# Biruaca (Venezuela)
Biruaca é uma cidade venezuelana, capital do município homônimo e uma das cidades mais importantes do estado de Apure. Sua população, de acordo com o censo de 2011, era de 54 165 habitantes.
A cidade foi fundada no final do século XVIII e foi denominada em homenagem ao índio Biruaca. Foi elevada à condição de município em 2 de julho de 1937.
Biruaca é uma localidade satélite da capital San Fernando, da qual dista 7 km, estando compreendida na área metropolitana da mesma. A cidade possui várias atrações turísticas, como uma estátua em tamanho natural de Simón Bolívar. Biruaca está situada às margens do rio Apure, um tributário do rio Orinoco, 400 km ao sul da capital nacional, Caracas.